# コンプロミス
コンプロミス（カタルーニャ語: Coalició Compromís）は、バレンシア自治州の政治連合。